# رئيف خوري
رئيف خوري (1913 - 1976) أديب ومفكر وصحافي وشاعر وقاص وناقد لبناني. يُعدّ من أبرز أركان مجلة الآداب مع نزار قباني، ونازك الملائكة، وعبد الله عبد الدايم، وخليل حاوي. مارس التدريس في لبنان وسوريا وفلسطين. وله عشرات الأعمال الفكرية والأدبية المنشورة.

## سيرة
ولد رئيف خورى سنة 1913 في بلدة نابيه (قضاء المتن - لبنان)، تلقى تعليمه في مسقط رأسه، ثم في مدرسة برمانا العالية، ثم تخرج في العام 1932 من الجامعة الأميركية في بيروت بشهادة بكالوريوس في الأدب العربي وتاريخ الآداب الشرقية، وأعد رسالة عن الجاحظ لنيل الماجستير دون أن يتممها.

## نشاطه الثقافي والإعلامي
اشتغل خوري في الصحافة في لبنان، ودرّس في سوريا، كما عمل في التدريس في مدرسة المطران غوبات في فلسطين حيث شارك في إعداد وصياغة مطالب الاضراب الكبير سنة 1936.
دافع عن قضية فلسطين في الكلمة التي ألقاها كممثل للشباب العربي في مؤتمر الشبيبة العالمي الثاني المنعقد في نيويورك سنة 1938. نتيجة ذلك منع من دخول فلسطين عند عودته بأمر من المندوب السامي فعاد إلى لبنان وعاد إلى مهنة التدريس.
أسَس في العام 1940 إلى جانب عمر فاخوري وأنطوان تابت وآخرين «عصبة مكافحة النازيَه والفاشستيَه» والمجلَه الناطقه باسمها «الطريق» (1941)، وبدأ الكتابة بها بصورة منتظمة. أصدر في العام 1941 ستة أعداد من جريدة الدفاع قبل أن توقفها إدارة فيشي بسبب مهاجمتها الاستعمار والمانيا النازيَة وحلفاءها. فعاد إلى طرطوس ليدرِس فيها. أخذ يكتب في مجلة المكشوف التي جمعته بنخبة رجال الفكر والأدب والسياسة في تلك الآونة.
بين سنة 1943 و1947 عمل معلقًا في الإذاعة ثمَ عاد إلى التدريس وزار الاتحاد السوفياتي للمرة الأولى ضمن وفد التعاون الثقافي، ودوّن انطباعاته في الصحف، وفي كتيب «الثورة الروسية».
في العام 1948 أسس دار القارئ العربي التي دامت سنتين.
ويعد من أبرز العاملين على إنجاح المؤتمر الأول للأدباء العرب الذي انعقد في لبنان بدعوة من جمعية أهل القلم العام 1954. شارك بعدها في العديد من المؤتمرات والمناسبات الأدبية والفكرية.
تناظر خوري مع طه حسين حول دور الأديب بعنوان: «لمن يكتب الأديب، للكافّة؟ أم للخاصّة؟» بدعوة من هيئة المحاضرات في كليَة المقاصد الإسلآميَه في بيروت عام 1955.

## وفاته
توفي خوري في 2 تشرين الثاني (نوفمبر) في العام 1967، ودفن في مسقط رأس، وقبل وفاته كان قد أرهق نفسه لسنوات بالتدريس في عدَة مدارس نهاريَة وليليَة من أجل لقمة العيش، وأحيانا كان يفعل ذلك من دون مقابل.

## جائزة وتكريم
منح خوري جائزة رئيس الجمهورية لأصدقاء الكتاب قبيل وفاته.
بمناسبة ذكرى ميلاده المئوية سنة 2013 أقيم مؤتمر لتكريمه في الأونيسكو في بيروت، كما أزيح الستار عن تمثال له في مدخل قريته نابيه.

## أعماله
تميَيز خوري بإنتاجه الغزير حيث كتب في حوالي ست وخمسين مجلة وجريدة بين 1930 و1967 كما ألَّف فوق العشرين كتابا، من أعماله:
- امرؤ القيس: نقد وتحليل، دار صادر، بيروت 1934.
- الشنفرى، أمير الانتقام، المكتبة الأهلية، بيروت 1934.
- عروة بن الورد، الصعلوك النبيل، المكتبة الأهلية، بيروت 1934.
- ثورة بيدبا، مسرحية شعرية، مكتبة روضة الفنون، بيروت 1934 .
- حبة الرمان، مجموعة قصصية، المكتبة الأهلية، بيروت 1935.
- حرب البسوس، أشعارها وفرسانها وديارها، مكتبة روضة الفنون، بيروت 1936[12]
- شبه الجزيرة العربية في العصر الأموي، المكتبة الأهلية، بيروت 1938.[13]
- حقوق الإنسان، مطبعة ابن زيدون، دمشق 1938.
- وهل يخفى القمر، دار المكشوف، بيروت، الطبعة الأولى 1939، الطبعة الثانية 1949.
- النقد والدراسة الأدبية، دار المكشوف، بيروت 1939. الطبعة الثانية، دار الساقي، بيروت 2013معالم الوعي القومي، دار المكشوف، بيروت 1941.
- الفكر العربي الحديث، دار المكشوف، بيروت 1943، الطبعة الثانية، دار الساقي، بيروت 2013.[9]
- صحون ملوّنة، تمثيليات نثرية قصيرة، دار المكشوف، بيروت 1947.
- الثورة الروسية: قصّة مولد حضارة جديدة، دار القارئ العربي، بيروت 1948.
- ديك الجنّ الحمصي والحب المفترس، دار المكشوف، بيروت 1948.
- الحب أقوى: رواية تاريخية من العصر الأموي، دار المكشوف، بيروت 1950، الطبعة الثانية، دار الساقي، بيروت 2013.
- أمين الريحاني وحقيقة الديموقراطية الأميركية، دار القارئ العربي، بيروت 1948.
- مجوسي في الجنّة، دار المكشوف، بيروت، الطبعة الأولى 1938، الطبعة الثانية 1949.
- التعريف في الأدب العربي، جزءان، لجنة التأليف المدرسي، بيروت 1950.
- الطغاة، دار المكشوف، بيروت 1949.
- نصوص التعريف في الأدب العربي، لجنة التأليف المدرسي، بيروت 1957.
- جهاد فلسطين، دمشق 1936.
- مع العرب في التاريخ والأسطورة، دار المكشوف، بيروت 1942، الطبعة الثالثة، دار الساقي، بيروت 2013.
- الأدب المسؤول، دار الآداب، بيروت 1968.
- هزل ينقلب إلى جد

## كتبوا عنه
كتب عن خوري وأعماله الكثير من الدراسات والمقالات، منها:
- أحمد علبي: «رئيف خوري داعية الديموقراطية والعروبة»، و«رئيف خوري تلك الذكرى العطرة»، والالتزام عند رئيف خوري. 
- ربيعة أبو فاضل وسماح إدريس: «رئيف خوري وتراث العرب»
كذلك هناك دراسة عنه لـعبد الرزاق عيد.
- إحسان عباس، والبدوي الملثم: «فقيد الأدب العربي رئيف خوري»،
- ميشال سليمان: «رئيف خوري في عالم الكلمة»
- محمد دكروب وكريم مروه والياس شاكر وغيرهم.
حازت أعماله موضوع الكثير من الدراسات الجامعيه لنيل شهادة الماجستير أو الدكتوراه في الجامعات اللبنانية والأميركية واليسوعية في لبنان. وناقش مؤخراً (2019) وجيه جميل البعيني أطروحة الدكتوراه حول العلاقة الجدلية بين رئيف خوري والمقالة.
Götz Nordbruch. Defending the French Revolution during World War II: Raif Khoury and the Intellectual Challenge of Nazism in the Levant. Mediterranean Historical Review.